# Ян Туречек-Їзерський
Ян Туречек-Їзерський (чеськ. Jan Tureček-Jizerský; 1904—1975) — чеський поет і перекладач. Пропагандист слов'янських літератур. У його перекладах чеська громадськість ознайомилася з творами Тараса Шевченка, Осипа-Юрія Федьковича, Павла Грабовського, Івана Франка, Лесі Українки, Олександра Олеся, Максима Рильського, Миколи Бажана, Олександра Корнійчука, Андрія Малишка та інших українських авторів.
Народився і помер у Празі, але деякий час жив у Крнську біля Млада Болеслав. Ім'я Їзерський (Jizerský) є псевдонімом. Туречек спеціалізувався в українській, русинській, болгарській мовах.